# 锡多罗沃市镇
锡多罗沃市镇（俄语：Муниципальное образование Сидоровское）是俄罗斯联邦沃洛格达州格里亚佐韦茨区所属的一个市镇。其下辖有93个居民点，行政中心为锡多罗沃。据2015年统计，该市镇的人口为1834人。